# Johannes Rauch (politikus, 1959)
Johannes Rauch (Rankweil, 1959. április 24. –) osztrák politikus, 2022 és 2025 között Ausztria szociális és egészségügyi minisztere.

## Életpályája
2000 és 2014 között a vorarlbergi tartományi gyűlés képviselője (Mitglied des Landtages Voralberg) volt. 
2004-ben a Zöld Párt frakciójának vezetője lett.
2014 és 2022 között a tartományi kormánytag volt Vorarlbergben.

## Fordítás
- Ez a szócikk részben vagy egészben  a   Johannes Rauch (Politiker, 1959)  című német Wikipédia-szócikk fordításán alapul.  Az eredeti cikk szerkesztőit annak laptörténete sorolja fel. Ez a jelzés csupán a megfogalmazás eredetét és a szerzői jogokat jelzi, nem szolgál a cikkben szereplő információk forrásmegjelöléseként.